# Dryobotodes major
Dryobotodes major är en fjärilsart som beskrevs av Rothschild 1914. Dryobotodes major ingår i släktet Dryobotodes och familjen nattflyn. Inga underarter finns listade i Catalogue of Life.